# Ligament thyro-épiglottique
Le ligament thyro-épiglottique est un ligament intrinsèque du larynx.
Il forme une languette fibreuse reliant l'extrémité inférieure du cartilage épiglottique à l'angle rentrant du cartilage thyroïde.